# Eteone
Eteone är ett släkte av ringmaskar som beskrevs av de Savigny 1822. Eteone ingår i familjen Phyllodocidae.

## Bildgalleri

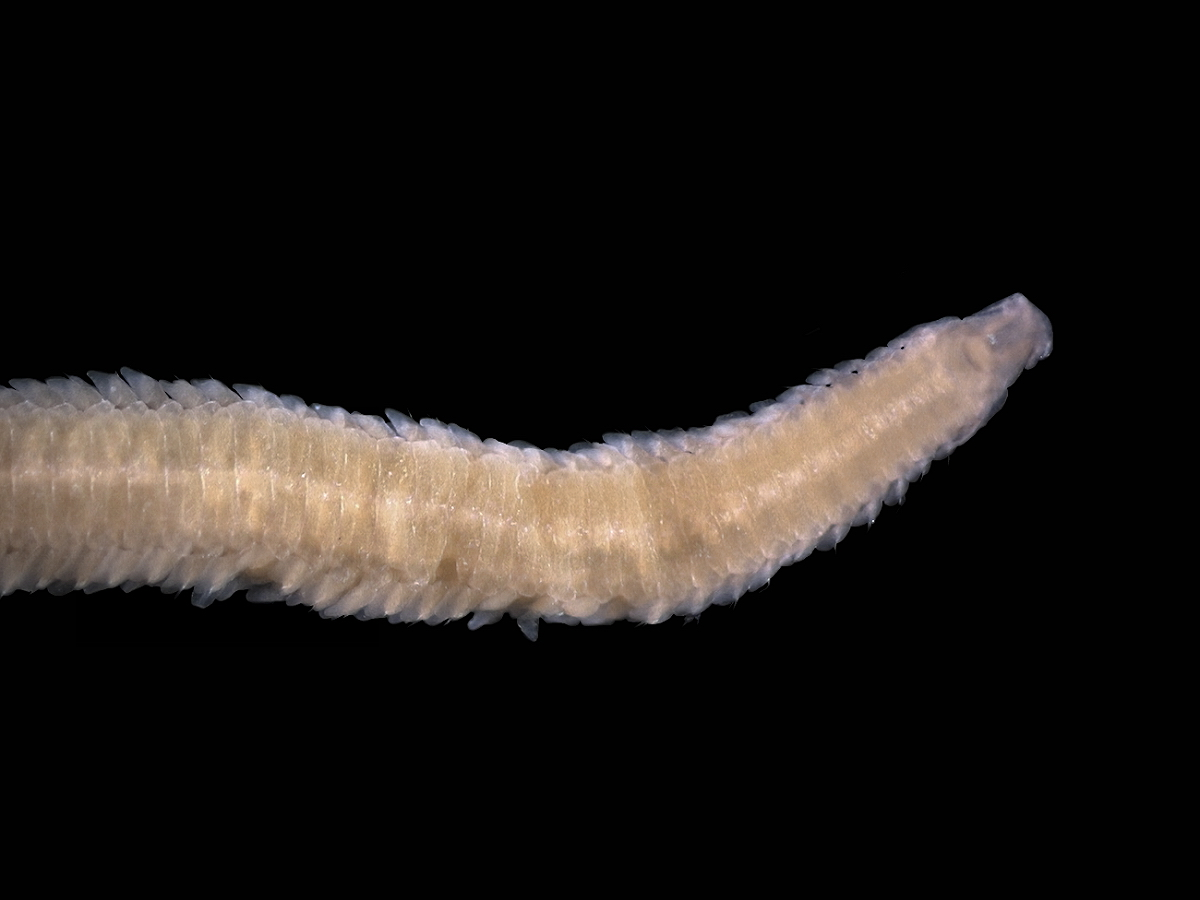
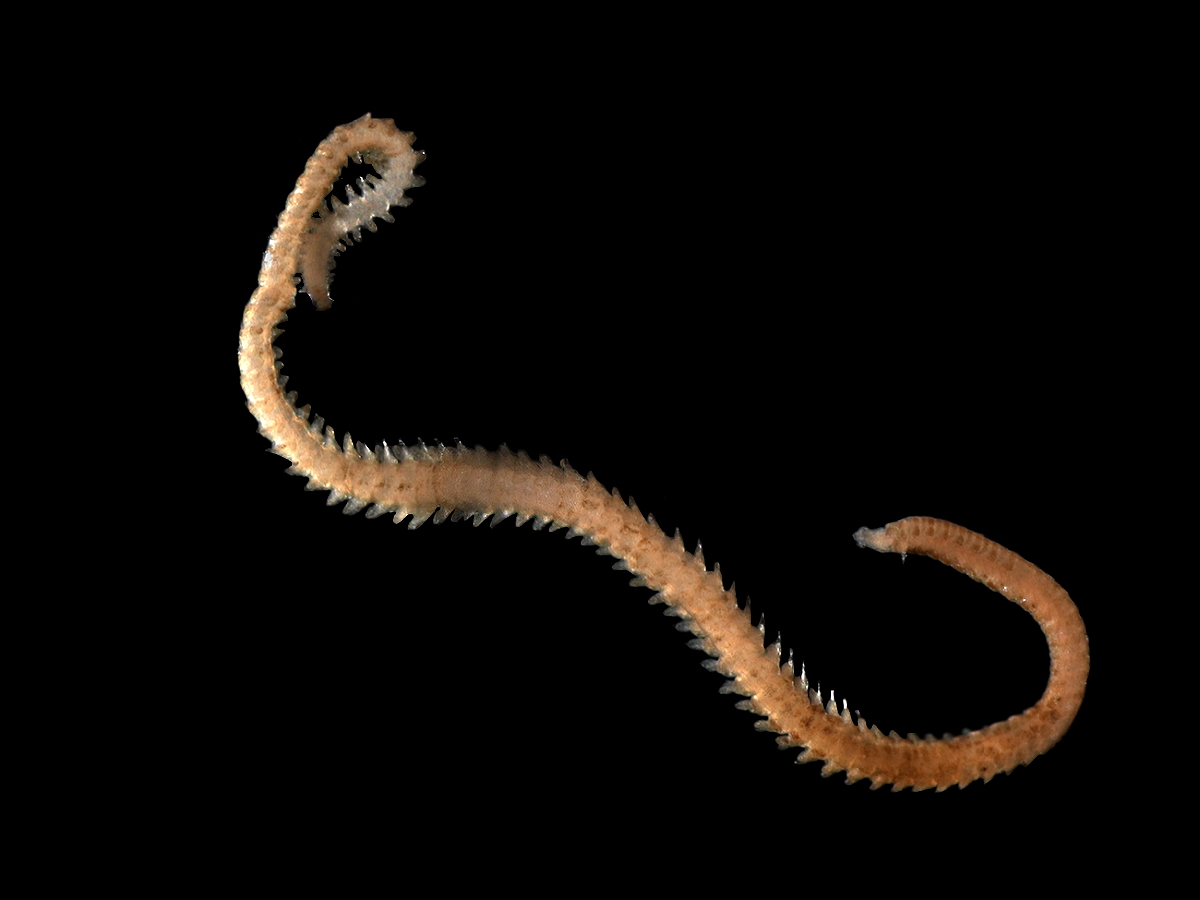

## Dottertaxa tillEteone, i alfabetisk ordning[1][2]
- Eteone anoculata
- Eteone aurantiaca
- Eteone balboensis
- Eteone barbata
- Eteone brigitteae
- Eteone californica
- Eteone cinerea
- Eteone columbiensis
- Eteone cylindrica
- Eteone delta
- Eteone dilatae
- Eteone filiformis
- Eteone flava
- Eteone foliosa
- Eteone japanensis
- Eteone lactea
- Eteone leptotes
- Eteone limicola
- Eteone longa
- Eteone maculata
- Eteone ornata
- Eteone pacifica
- Eteone palari
- Eteone papillifera
- Eteone picta
- Eteone pigmentata
- Eteone platycephala
- Eteone pusilla
- Eteone rarica
- Eteone robertianae
- Eteone sculpta
- Eteone siphodonta
- Eteone spetsbergensis
- Eteone spilotus
- Eteone suecica
- Eteone syphodonta
- Eteone syphonodonta
- Eteone tetraophthalma
- Eteone tocantinensis
- Eteone trilineata
- Eteone tuberculata
- Eteone tulua
- Eteone vitiazi